# Terraform (szoftver)
A Terraform nyílt forráskódú, platformfüggetlen infrastruktúra-automatizálási eszköz. Segítségével egy konfigurációs fájl alapján gyorsan és automatikusan telepíthető lehet egy komplex infrastruktúra minden eleme.
A Terraform számos felhőalapú infrastruktúra-szolgáltatást támogat és Docker és Kubernetes környezetek létrehozását. A környezetek létrehozása jól automatizálható. A felhő szolgáltatásai rugalmasságot biztosítanak a fejlesztési és üzemeltetési feladatok támogatásában.

## Fordítás
- Ez a szócikk részben vagy egészben  a   Terraform (software) című angol Wikipédia-szócikk ezen változatának fordításán alapul.  Az eredeti cikk szerkesztőit annak laptörténete sorolja fel. Ez a jelzés csupán a megfogalmazás eredetét és a szerzői jogokat jelzi, nem szolgál a cikkben szereplő információk forrásmegjelöléseként.